# Asti Leku Ikastola
Asti Leku Ikastola es un centro educativo privado-concertado vasco, creado en 1963, sito en Portugalete (Vizcaya). Cuenta con entre 1600-1800 alumnos, siendo uno de los centros educativos más grandes del País Vasco.
Nacido en pleno franquismo, su objetivo fue la euskaldunización, la transmisión del euskera y la enseñanza y transmisión de la cultura vasca. Su oferta educativa va desde los 2 a los 18 años y hoy en día es junto con Askartza-Claret Ikastetxea (Lejona), Lauro Ikastola (Lujua) y Lauaxeta Ikastola (Amorebieta-Echano) uno de los centros educativos más conocidos y destacados de Vizcaya.
El propietario de la Ikastola es la sociedad cooperativa Asti Leku Sociedad Cooperativa (Asti Leku S. Coop.) y está asociada a la confederación de ikastolas Ikastolen Elkartea. La cooperativa Asti Leku S. Coop. contaba con un total de 2.409 familias socias cooperativistas a fecha de 31 de diciembre de 2020.

## Historia

### Inicios
La ikastola Asti Leku surgió tras un complejo proceso, a través del cual se fueron incorporando varias ikastolas del entorno.
Todo surgió de la iniciativa de un grupo de familias, que emprendieron un largo viaje en la enseñanza del euskera por sus propios domicilios particulares. Entre las familias que fundaron el colegio, como familias socias fundadoras, estuvieron, entre otros, Sabin Ipiña, Josetxu Beitia, Alejandro Echevarría, José Luis Urigüen, Pablo Escudero, Felix Arambarri, Josu Olazaran, Luis Arredondo, Fernando Balgañón o Felix Basabe. Cabe destacar el papel de Sabin Ipiña, a quien incluso se le ha denominado "fundador y padre de la ikastola" y también "motor fundamental de la ikastola".
Comenzó en 1963 con la creación de la ikastola Elai-Alai de Portugalete. El sacerdote José Miguel de Barandiarán y Sabin Ipiña fueron dos de las muchas personas involucradas en el proyecto, dieron sus primeros pasos en plena dictadura, y tenían que ir a buscar alumnos a sus casas.
En 1968 se creó la ikastola Umeen Etxea en Sestao (siguiendo el ejemplo de la ikastola Elai-Alai), impulsada por Josu Olazaran, Luis Arredondo, Fernando Balgañón o Felix Basabe. Durante un tiempo la ikastola estuvo en la Iglesia de Santa María de Sestao, con la ayuda del párroco de la iglesia. En 1971 la ikastola Elai Alai de Portugalete y la ikastola Umeen Etxea de Sestao decidieron fusionarse para crear una ikastola general ubicada en Sestao y se unieron en el Patronato de Sestao, sentando las bases de lo que sería la futura ikastola de toda la margen izquierda, Asti Leku Ikastola.

### La cooperativa Asti Leku S. Coop.
En el año 1975 se constituyó la sociedad cooperativa Asti Leku Sociedad Cooperativa (Asti-Leku S. Coop.), con la forma jurídica de cooperativa, como titular de la ikastola Asti Leku, en cuya primera Junta General Ordinaria y Extraordinaria del 15 de febrero se presentó también el primer esbozo de lo que sería la nueva ikastola Asti Leku, y se compraron los terrenos. Se llegó a un acuerdo con la diócesis para que la titularidad del centro pasase a la cooperativa y fuera de los padres cooperativistas. La sede de la cooperativa y la ikastola estaban en Sestao.
En 1978, Asti Leku Ikastola se trasladó a Portugalete y se inauguró el actual edificio de Primaria. Además, ese mismo año, se contrató el primer director de la cooperativa y de la ikastola, Rúper Ormaza, que fue director durante 30 años (1980-2010). En 1980, las ikastolas de infantil Elai-Alai, Repélega y Lora-Barri (Portugalete) y Umeen-Etxea (Sestao) entraron en Asti-Leku. En 1982, Asti-Leku Ikastola celebra su primer Ibilaldia, y el año siguiente, en 1983, Asti Leku Club se constituye como Sociedad Deportiva.
En 2006, Asti-Leku Ikastola recibe el premio “Q de plata de Calidad” otorgada por EUSKALIT.En 2013 Asti Leku celebra su segundo Ibilaldia. En 2014, se firma el Acuerdo Urbanístico con el Ayuntamiento de Portugalete, para la ampliación de Asti-Leku Ikastola, y se pone en marcha el proyecto llamado Nuevo Bachillerato.

## Hoy en día
La Ikastola tiene cuatro clases por curso (A, B, D, E), con unos 100-120 alumnos/as por curso, y cuenta con entre 1600-1800 alumnos en total. Los alumnos/as proceden de toda Vizcaya, e incluso de Cantabria (Castro-Urdiales), Álava o Guipúzcoa.

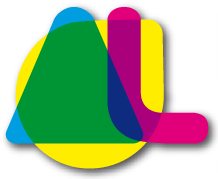
Logo Ibilaldia 2013 Asti-Leku, "AL" "Aldapa Leunduz" y "Asti-Leku" al mismo tiempo

La ikastola cuenta con edificios de guardería, educación infantil, educación primaria, educación secundaria, bachillerato, cuatro campos de fútbol, tres campos de baloncesto, un frontón, una pista de atletismo, aparcamiento interior y exterior, tres comedores, cuatro gimnasios.
El colegio imparte una educación trilingüe (euskera-inglés-español), siendo el euskera la lengua vehicular (modelo D) y teniendo asignaturas como historia o geografía en inglés, siguiendo el método de educación multilingüe impulsado por Ikastolen Elkartea alrededor del año 2000 (planteamiento AICLE).
Asti-Leku Ikastola también es centro oficial de examen del Trinity College London ESOL y de la Universidad de Cambridge[cita requerida], además de otros numerosos proyectos, como "Agenda 21", "Emaiok", "Mintzodromo", el Festival Internacional de Folklore Portugalete.
En el año 2010, para el curso 2010-2011, el colegio inauguró unas nuevas instalaciones para alumnos de 0 a 3 años, situadas en el Barrio Ballonti, en la dirección Miguel de Unamuno 33-35, Portugalete (Vizcaya). En el año 2023, para el curso 2023-2024, el ala de 0 a 3 años se trasladó al recinto principal del colegio, abandonando el Barrio de Ballonti.
Asti Leku Ikastola tiene un convenio de colaboración con las ikastolas Bihotz Gaztea Ikastola de Santurce e Itxaropena Ikastola del Valle de Trápaga (los dos asociados a Ikastolen Elkartea) para que el alumnado de educación secundaria de esos dos colegios puedan realizar el bachillerato en Asti Leku Ikastola, ya que Bihotz Gaztea Ikastola e Itxaropena Ikastola no disponen de bachillerato.
Asti Leku Ikastola es miembro de la confederación de ikastolas Ikastolen Elkartea.La sociedad cooperativa Asti Leku S. Coop. está asociada a la Confederación de Empresas Cooperativas de Euskadi.
En lo relativo al servicio de comedor, Asti-Leku Ikastola contrata los servicios de Auzo-Lagun S. Coop. (perteneciente al Grupo Ausolan, parte éste del Grupo Erkop), y en cuanto a transportes la Ikastola contrata los servicios de la empresa Autobuses Simón.
En cuanto a los sindicatos, el sindicato mayoritario de la ikastola es Eusko Langileen Alkartasuna-Solidaridad de los Trabajadores Vascos (ELA-STV) y el minoritario es LAB.
En verano de 2019, en plena celebración del acto del tradicional Festival de Folclore de Portugalete, la ikastola sufrió un incendio.

## Grupo Agenda 21 / Agenda 2030
Asti Leku cuenta desde hace varios años con un grupo denominado "Agenda 21" / "Agenda 2030" (actualidad) sobre ecologismo y cambio climático. Realizan diversos proyectos relacionados con la ecología, entre ellos acudir al Ayuntamiento de Portugalete para presentar sus proyectos a los representantes municipales. El coordinador del grupo es Román Beristain.

## Grupo Emaiok
La ikastola creó hace unos años el grupo de euskera Grupo Emaiok ("Emaiok Taldea"). El objetivo del grupo es impulsar el euskera y trabajar en el mundo del euskera, para lo cual realiza diversos trabajos relacionados con el euskera, el día del euskera, romerías, música y danzas vascas, etc. La coordinadora del grupo es Miren Matanzas. Entre los antiguos miembros del Grupo Emaiok se encuentran, entre otros, Eskolunbe Puente, Eneritz Mancisidor, Asier Alcedo, Ibabe Beristain o Iholdi Beristain, que formaron parte del grupo mientras estudiaban en la ikastola, en su etapa como estudiantes.

## Órganos
El primer presidente del Consejo Rector de la cooperativa Asti-Leku S. Coop. fue Sabin Ipiña (además de ser socio fundador). El actual presidente del Consejo Rector de la cooperativa Asti-Leku S. Coop. es José Felix Ruiz.
El primer director de Asti Leku Ikastola fue Rúper Ormaza, que fue director durante 30 años (1980-2010). Ruper Ormaza trabajó, desde 1978, en Asti Leku, primero, como director del centro educativo y como director general de la cooperativa, y a partir de 1993, como director general de la cooperativa. El actual director general de la cooperativa es Txus Bilbao.
Consejo Rector de la Cooperativa Asti-Leku S. Coop.:
- Presidente del consejo: José Félix Ruiz Santamaría
- Vicepresidenta del consejo: Josefina San Miguel Vicuña
- Consejeros: un secretario, cinco consejeros (vocales) y seis consejeros suplentes.

Directores generales de Asti-Leku S. Coop.:
- Txus Bilbao (2010-)
- Rúper Ormaza (1980-2010)
- Sabin Ipiña (1975-1980)

Directores de Asti Leku Ikastola:
- Iñaki Vázquez (2018-)
- Juan Carlos Naberán (2010-2018)[52][53]
- Rúper Ormaza (1980-2010)

## Asti Leku Club
En el año 1983 socios de la cooperativa constituyeron un Club de deportes destinado a complementar y enriquecer los demás servicios formativos ofertados por la ikastola y así el 19 de julio de 1983 Asti Leku Club (Asti Leku Kirol Elkartea) se constituyó como sociedad deportiva, siendo aprobados sus estatutos el 22 de abril de 1986 por la Dirección de Deportes del Departamento de Cultura y Deportes del Gobierno Vasco, quedando inscritos en el registro de asociaciones y federaciones deportivas de la Comunidad Autónoma del País Vasco.
El club funciona con autonomía de gestión y está integrado por diversas secciones deportivas, tantas como se consideren necesarias para cubrir las necesidades deportivas de la ikastola, cada una de ellas independientes en su gestión.
El Club Asti Leku organizó en 2017 el Torneo de Ramón de la Presa de fútbol 7 para jugadores de la categoría alevín. Hasta ese año el torneo disputado entre escolares de Portugalete y otros pueblos de los alrededores, lo organizaba Demuporsa y llevaba el nombre Zazpinan, pero en 2017 el Club Asti Leku tomó el relevo en la organización y aprovechó la ocasión para homenajear a Ramón de la Presa poniéndole su nombre.

## Críticas
La ikastola Asti Leku suele obtener de los mejores resultados en selectividad, aunque también ha tenido algunas críticas. La ikastola tiene una metodología educativa que, comparada con los demás centros de la zona, suele tener una carga mayor de deberes en los alumnos del centro. Por otro lado, el centro no permite que un alumno repita curso varias veces, en ese caso el alumno es expulsado a algún otro centro, razón por la que alguna vez se la ha tildado de «elitista».

## Docentes destacados

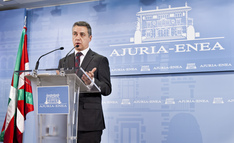
Iñigo Urkullu, Lendakari del Gobierno Vasco y Presidente del EAJ-PNV

Entre los profesores que han pasado por el colegio están:
- Iñigo Urkullu, maestro y político, lendakari del Gobierno Vasco y presidente del EAJ-PNV (profesor 1984-1986)[62][63][64][65]

- Laura Mintegi, escritora, profesora y política, diputada del Parlamento Vasco, Jefa de la Oposición y líder y portavoz del Grupo Parlamentario EH Bildu en la cámara vasca (profesora de 1978 en adelante)[66]

- Txusa Padrones, historiadora y política, juntera de las Juntas Generales de Vizcaya
- Txus Bilbao, filólogo, profesor y político, teniente de alcalde y concejal delegado de urbanismo de Lejona
- Jon Lazkano, filósofo, profesor y político, teniente de alcalde y concejal delegado de cultura, deportes y juventud de Lejona
- Miren Matanzas, filóloga, profesora y política, jefa de la oposición del Ayuntamiento de Santurce

- Guillermo Vio, filólogo, profesor y político, jefe de la oposición del Ayuntamiento de Sopelana
- Fernando Valgañón, actor, director y productor
- Irati Gondra, alcaldesa de Mundaca y jefa de la oposición del Ayuntamiento de Mundaca
- Joseba Lertxundi, miembro del equipo técnico y entrenador del Athletic Club

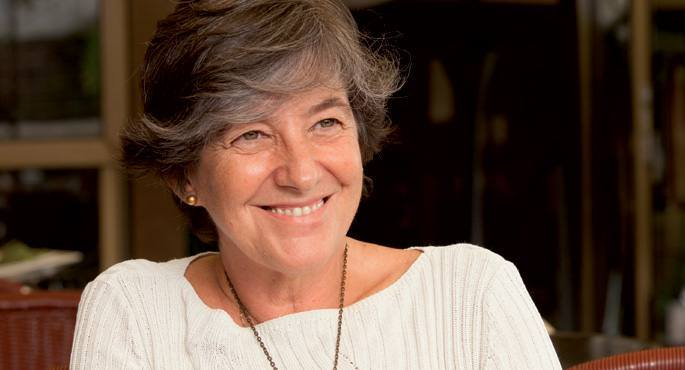
Laura Mintegi, escritora, profesora y política

- Eskolunbe Puente, atleta
- Aitor Villar, futbolista

## Alumnado célebre
En toda la historia del colegio miles de alumnos han recorrido sus pasillos, como los hijos e hijas de distintas personalidades (que son socios de la cooperativa) como Andoni Ortuzar (presidente del PNV), Amaia del Campo (alcaldesa de Baracaldo), Aintzane Urkijo (alcaldesa de Santurce), Ainhoa Basabe (alcaldesa de Sestao), Tontxu Campos (consejero de Educación, Universidades e Investigación del Gobierno Vasco), Rosa Lavín (empresaria y presidenta de la patronal vasca de empresas cooperativas) o Maribel Salas.
Entre los alumnos célebres que han pasado por las aulas del colegio están:
- Fernando Valgañón, actor, director, productor y guionista
- Aintzane Urkijo, política, alcaldesa de Santurce
- Ainhoa Basabe, política, alcaldesa de Sestao
- Imanol Pradales, sociólogo, profesor universitario y político, lendakari del Gobierno Vasco[67][68] Imanol Pradales, sociólogo, profesor universitario y político, lendakari del Gobierno Vasco

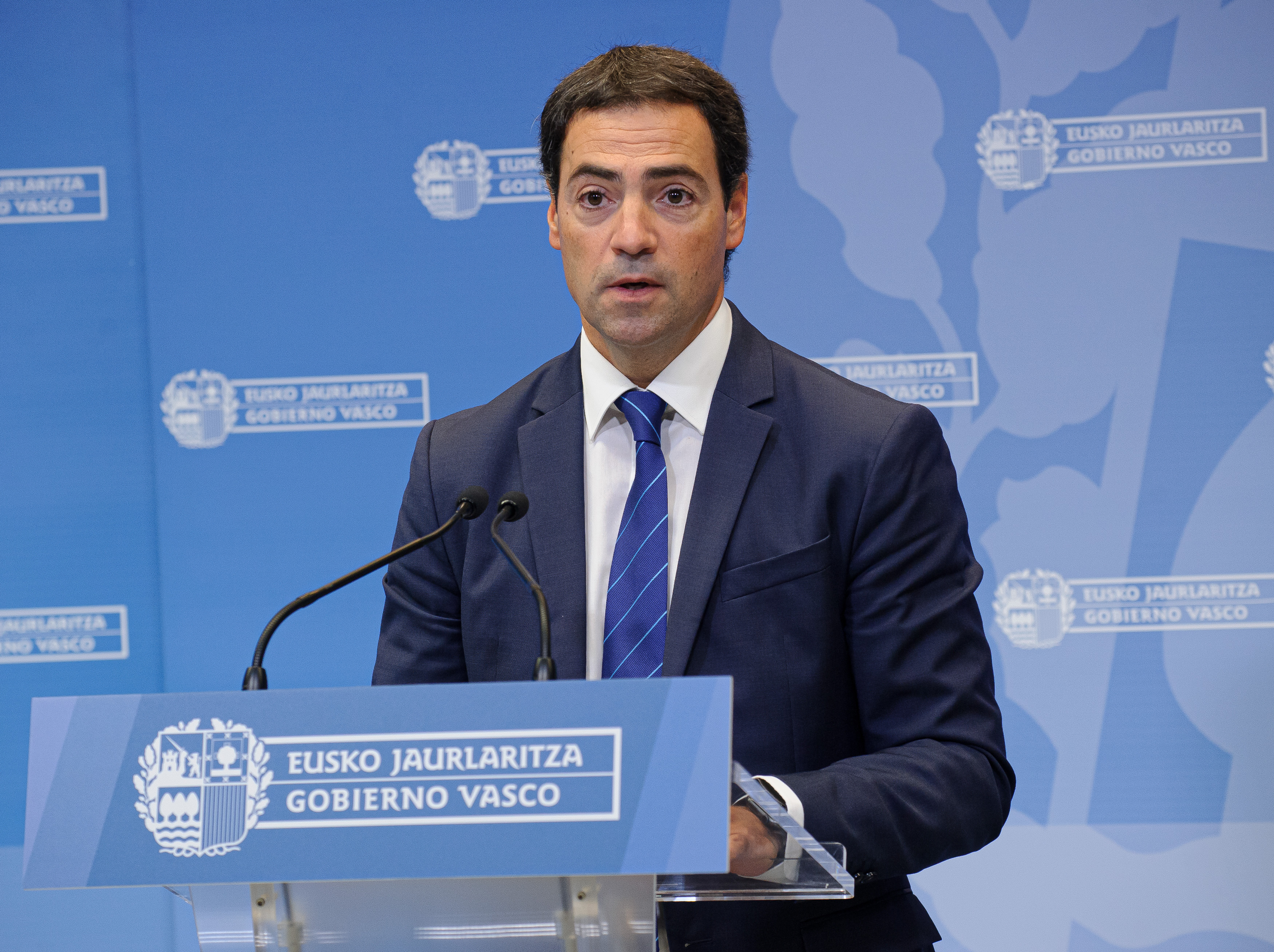
Imanol Pradales, sociólogo, profesor universitario y político, lendakari del Gobierno Vasco

- Mikel Santiago, escritor, novelista
- Ivan Jiménez Aira, abogado y directivo, director de Bizkaia Talent
- Roberto Berrocal, pianista
- Igor Santos Salazar, historiador y medievalista
- Itxaso Quintana, actriz
- Xabier Eskurza, futbolista del Athletic Club y del FC Barcelona
- Ander Alaña, futbolista del Athletic Club
- Iñaki Goitia, futbolista del Deportivo Alavés
- Asier Zaballa, guitarrista del grupo de música Manifa
- Eneritz Mancisidor, filóloga, profesora y política, jefa de la oposición del Ayuntamiento de Portugalete
- Eskolunbe Puente, atleta
- Nahikari Rodríguez, actriz
- Ixone Andreu, trabajadora social y política
- Asier Alcedo, versolari
- Ibabe Beristain, dantzari y música
- Lohitzune Rodríguez, bailarina y coreógrafa
- Eva Martín, cantante
- Iholdi Beristain, cantante
- Peru Camara, escritor

## Premios
- 2024, Sello «Expert» STEM School Label (European Schoolnet-Unión Europea)[69][70][71]
- 2017, Premio Deia Laboral Kutxa Hemendik (X Edición)[72][73]
- 2006, “Q de plata de Calidad” otorgada por EUSKALIT (Asti-Leku S. Coop.)[74]